# Flottiglia MAS
La Flottiglia MAS (flottille MAS) étaient une série de flottilles de la Regia Marina (Marine royale italienne), composées de vedettes-torpilleurs armées. Ils ont fait leurs débuts au combat pendant la Première Guerre mondiale (en allemand : kaiserliche und königliche Kriegsmarine ou k.u.k. Kriegsmarine), causant de lourdes pertes à la flotte austro-hongroise. Pendant la Seconde Guerre mondiale, ils ont été rejoints par des commandos. Ces unités ont ensuite été rejointes par des unités d'infanterie navale dans la République sociale italienne (Repubblica Sociale Italiana (RSI)).
Les flottilles et les escadrons dépendaient de l'Inspection générale des flottilles MAS (Generalmas), basée d'abord à Livourne, puis à Lerici.

## Histoire

### Origines
Les premières unités opérationnelles remontent au début de la Première Guerre mondiale, lorsque le chantier naval vénitien SVAN (acronyme de Società Veneziana Automobili Navali) fournit à la Regia Marina ses premiers navires spéciaux baptisés MAS, acronyme de Motobarca Armata SVAN. Les deux premières unités, MAS 1 et MAS 2, ont été achevées en juin 1915.
La Regia Marina s'intéressait déjà aux bateaux torpilleurs à moteur depuis 1906, date à laquelle un projet a été lancé pour un "bateau torpilleur propulsé par un moteur à combustion interne", comme on l'appelait à l'époque, capable d'atteindre une vitesse maximale de vingt nœuds (37 km/h) et d'une longueur d'environ 15 mètres. Ce projet est resté sur papier jusqu'en 1914.

### La Première Guerre mondiale

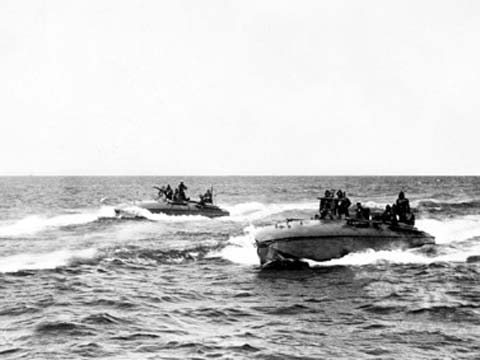
Paire de MAS en exercice (1918)

Le déclenchement de la guerre donne une nouvelle impulsion: à la fin de l'année 1914, la Regia Marina prend des contacts avec certaines entreprises américaines, tout en examinant deux projets italiens, celui de Maccia Marchini et celui de SVAN, qui aboutiront ensuite aux modèles de série commandés pour la première fois le 16 avril 1915.
Par la suite, ces modèles ont également été produits par des chantiers d'autres entreprises, comme Isotta Fraschini et FIAT. L'acronyme "MAS" signifie Motobarca Armata Silurante, puis Motobarca devient Motoscafo. L'acronyme "MAS" a également été dissous dans d'autres définitions, dont celle de "Motum Animat Spes"", et celle de Gabriele D'Annunzio, qui y a fait adhérer la devise "Memento Audere Semper" (souviens-toi toujours d'oser), comme on peut le lire dans ses Taccuini (Cahiers).
D'Annunzio, qui faisait partie de l'équipage des trois MAS qui ont réalisé le camouflet de Bakar (Beffa di Buccari), a toujours eu une affection particulière pour le groupe naissant des raids de la marine et son influence politique lui a permis de plaider à plusieurs reprises en faveur de son renforcement. Quoi qu'il en soit, le véritable mérite de la poursuite des exploits du MAS et de son développement d'un point de vue technique revient au chef d'état-major de la marine de l'époque, Paolo Emilio Thaon di Revel, qui a immédiatement pressenti le potentiel offensif du MAS. Au moment de l'armistice de Villa Giusti, les industries italiennes avaient produit 419 unités MAS, dont 244 sont entrées en service avant octobre 1918.
Il s'agit de bateaux à moteur dérivés d'embarcations de tourisme, auxquels sont appliqués des dispositifs de lancement de torpilles. Les bateaux de ce type sont destinés à multiplier le potentiel offensif de la marine. Ils n'ont pas investi, comme cela avait été fait jusqu'alors, dans quelques navires de guerre très puissants, mais ont créé de nombreux petits navires agiles et peu coûteux, dont la fonction était d'attaquer les navires ennemis comme des "lance-torpilles" rapides, en exploitant l'effet de surprise. Le concept s'est avéré efficace et ces engins ont connu le succès sous le commandement de Raffaele Rossetti et Raffaele Paolucci, y compris le raid de Pula.
En plus du MAS, dont le nom de l'unité est dérivé, les années de la Première Guerre mondiale ont vu l'emploi d'autres moyens plus proches de ceux utilisés plus tard dans la Seconde Guerre mondiale, notamment le bateau-explosif (barchino saltatore) et la torpille automotrice (Torpedine semovente Rossetti). En juillet 1917, le capitaine de frégate (capitano di fregata) Costanzo Ciano, qui commande les torpilleurs de surface, est nommé inspecteur du MAS.
La première base était dans le port de Grado et quand, après la bataille de Caporetto, la ville fut réoccupée par les autrichiens, les MAS furent transférés à Venise et Ancône. La troisième base MAS était à Brindisi. En 1917, Ancône devient le port officiel du 2e escadron (II Squadriglia) de la flottille de la Haute Adriatique, pour les opérations de patrouille et d'attaque sur la côte dalmate. Elle se composait des MAS 17, 19, 21, 22 et, à partir de 1918, également du MAS 53. Un rôle essentiel fut joué par le capitaine de corvette (capitano di Corvetta) Luigi Rizzo, qui arriva à Ancône en provenance de Venise le 12 février 1918. Parmi les raids les plus sensationnels, citons les exploits de Luigi Rizzo qui, en décembre 1917, au large de Trieste, coule le cuirassé SMS Wien de la marine impériale autrichienne (en allemand : kaiserliche und königliche Kriegsmarine ou k.u.k. Kriegsmarine), et en juin 1918, au large de Premuda, il attaque et coule le cuirassé SMS Szent István. Ce sont les deux plus grands succès remportés par la Regia Marina au cours de la Première Guerre mondiale.

#### Le forçage du canal de Fažana
Compte tenu de l'inactivité persistante de la flotte austro-hongroise en mer Adriatique, le chef d'état-major Thaon di Revel continue d'envisager de frapper les navires ennemis directement dans leurs ports. Une fois ses intentions communiquées à ses subordonnés, le capitaine de vaisseau (capitano di vascello) Morano Pignatti propose, au cours de l'été 1916, de torpiller un navire ennemi repéré à plusieurs reprises par des éclaireurs dans le canal de Fažana , non loin de Pula. Un torpilleur prendrait un MAS en remorque et s'approchait de la cible depuis Venise, puis aiderait à abaisser les obstructions empêchant l'accès au chenal; une fois cela fait, le MAS entrerait dans l'ouverture pour couler le navire ennemi, puis revendrait au "navire-mère" qui, avec la protection d'un destroyer, se dirigerait immédiatement vers la ville de départ.
L'idée a été approuvée par Thaon di Revel et les préparatifs de la mission ont commencé immédiatement. Le MAS 20 est équipé de nouveaux moteurs électriques plus silencieux, tandis que le torpilleur est doté d'un mécanisme qui, au moyen de deux gros poids fixés près de la proue, est capable d'abaisser les filets d'obstruction placés à l'entrée du canal. Dans la nuit du 1er au 2 novembre, le destroyer Zeffiro, le torpilleur et le MAS 20 (commandés respectivement par Costanzo Ciano, Domenico Cavagnari et Ildebrando Goiran) étaient prêts à appareiller sous le commandement de Pignatti, qui avait pris position dans le Zeffiro.

Arrivé au point prévu, le commandant Cavagnari a habilement manœuvré son navire, réussissant à abaisser les obstructions (formées par des chaînes et des câbles d'acier) en peu de temps; immédiatement le bateau à moteur est passé par l'ouverture, où le marin Michelangelo De Angelis a pris position, équipé d'une lanterne avec laquelle il était censé signaler au MAS où aller afin de trouver facilement la sortie. Goiran navigue sans être dérangé le long du chenal à la recherche d'une cible valable jusqu'à ce que, vers 3 heures du matin, il aperçoive la silhouette du vapeur Mars (7 400 tonneaux): Goiran lance d'abord une torpille puis, n'entendant aucune explosion, fait de même avec la seconde, mais celle-ci n'atteint pas non plus la cible en raison des doubles filets de protection placés par les austro-hongrois autour du navire. Ne pouvant rien faire d'autre, n'ayant plus de munitions, le MAS tourne sa proue vers la sortie et récupère le marin qui les attendait, et rejoint le Zeffiro peu de temps après.
Malgré le fait que Pula était la seule grande base de l'Adriatique, ainsi que le centre du commandement naval, la flotte austro-hongroise n'a pas abandonné ses positions, même pour tenter une action de vengeance. Moins d'un an après son entrée en guerre, la marine italienne avait déjà réussi à paralyser l'ennemi, qui était contraint de jeter l'ancre dans ses ports de peur de perdre ses navires.

#### Le naufrage du cuirassé Wien

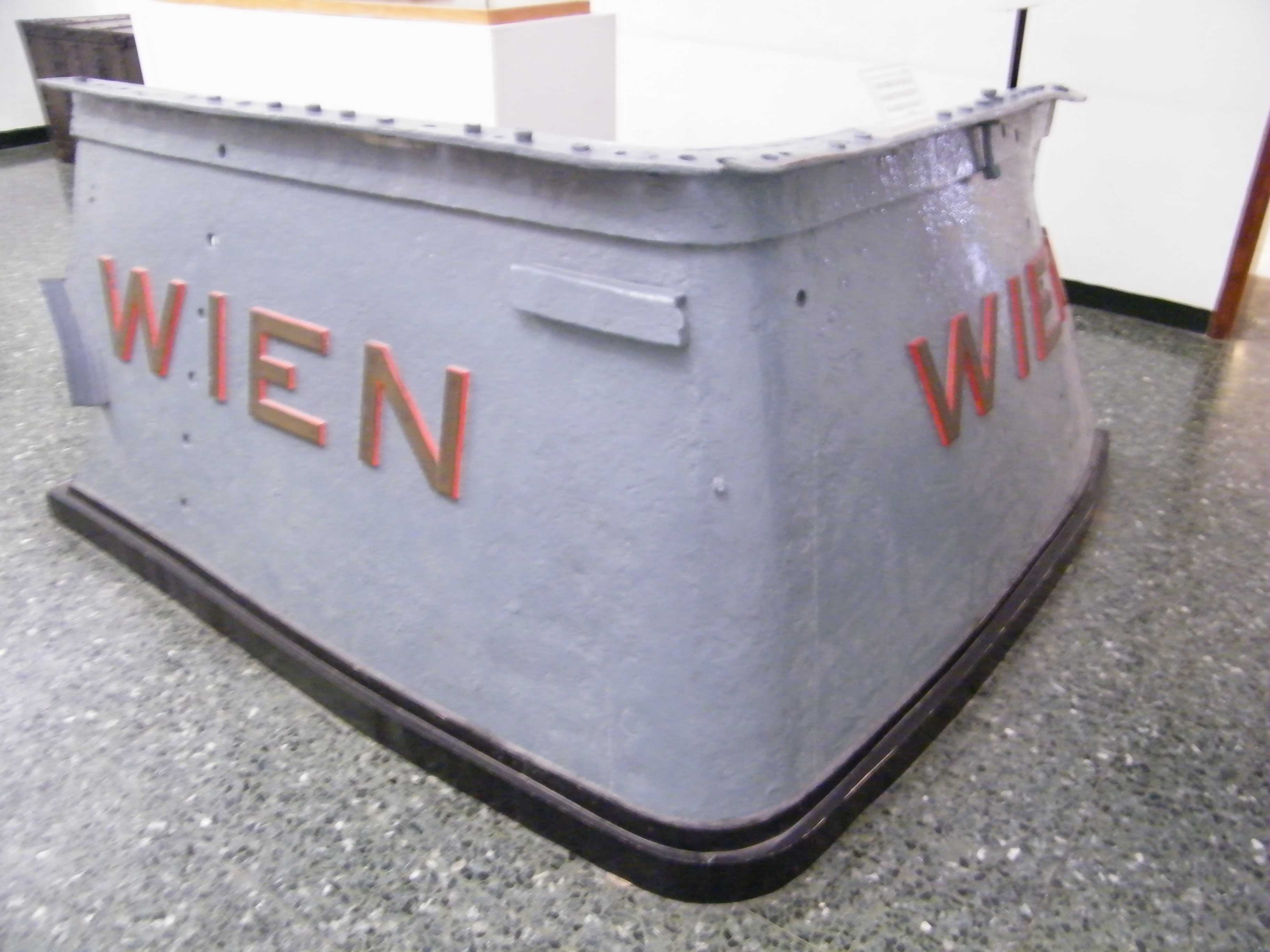
Fragment de la proue du SMS Wien récupéré après la Première Guerre mondiale et exposé au Musée d'histoire navale de Venise.

En août 1917, la marine austro-hongroise stationne deux cuirassés, le SMS Wien et le SMS Budapest, dans le port de Trieste pour soutenir, si nécessaire, l'armée impériale austro-hongroise depuis la côte dans son avancée en territoire italien.

La marine italienne, qui disposait de quelques canons de 381 mm/40 AVS à Grado, et du Regio Esercito (armée royale), qui commandait également l'armée de l'air à l'époque, auraient pu attaquer les deux cuirassés ennemis, mais le risque d'endommager Trieste a imposé une autre solution, qui a pris la forme de l'utilisation de deux MAS pour mener à bien cette tâche délicate. L'issue peu réjouissante de la bataille de Caporetto retarda les opérations italiennes pendant quelques mois, mais après la mi-novembre 1917, Morano Pignatti, le même homme qui avait conçu le forçage du canal de Fažana, élabora un plan d'attaque qui prévoyait l'utilisation de deux torpilleurs et de deux MAS, les numéros 9 et 13.
Le 9 décembre, le groupe de bateaux italiens part de Venise à 17h00 et atteint le point établi pour la libération du MAS (qui avait été remorqué ici par des torpilleurs) vers 22h45. Le MAS 9, piloté par Luigi Rizzo, et le MAS 13, piloté par le quartier-maître Andrea Ferrarini, ont navigué en silence jusqu'aux obstructions qui empêchaient l'accès au port, coupant les câbles métalliques avec une cisaille, puis sont entrés dans la vallée de Muggia à la recherche de cuirassés à couler. Une fois localisés, les deux commandants se séparent et à 2h32 du matin, les torpilles sont lancées, suivies peu après par quatre explosions: deux du SMS Wien dues au MAS de Rizzo, et deux d'un dock près du SMS Budapest, manquées de peu par Ferrarini.

Sans perdre de temps, les deux canots à moteur se dirigent vers la sortie où ils rencontrent les torpilleurs qui les ramènent à Venise.
Le SMS Wien se trouve maintenant à 15 mètres au-dessous du niveau de la mer, mais cette fois, contrairement à ce qui s'était passé après l'attaque du canal de Fažana, la marine austro-hongroise a tenté une action de force en bombardant deux fois Cortellazzo (une frazione) de la commune de Jesolo), sans procéder à d'autres manœuvres.

#### Le camouflet de Bakar
Le camouflet de Bakar (en italien: Beffa di Buccari) était un raid militaire contre le navire austro-hongrois amarré dans la baie de Bakar (en italien: Buccari) en Croatie, mené par un escadron de la Regia Marina à bord de trois MAS (94, 95 et 96) dans la nuit du 10 au 11 février 1918.
Malgré ses conséquences matérielles limitées, cette action a eu pour effet de remonter le moral des Italiens, durement éprouvé par la percée de Caporetto quelques mois plus tôt. Parmi les protagonistes du camouflet de Bakar figuraient Luigi Rizzo, Gabriele D'Annunzio et Costanzo Ciano.

#### Le premier forçage de Pula
La guerre a également vu l'emploi des nouveaux bateaux explosifs (Barchino saltatore), ou plutôt de l'un d'entre eux, surnommé Grillo dès qu'il a quitté l'Arsenal royal de Venise.
La cible désignée était la base la plus défendue du K.u.k. Kriegsmarine (kaiserliche und königliche Kriegsmarine), c'est-à-dire celle de Pula en Croatie. Le 9 mars 1918, une sortie est tentée avec quatre petits bateaux, autant de torpilleurs et de nombreuses unités d'escorte, mais la formation s'avère trop voyante et une tentative similaire avec deux navires de moins n'est pas suivie d'effet car elle arrive en retard à destination, sort suivi d'une autre expédition le 13 avril 1918.

Le 13 mai 1918, deux torpilleurs, les MAS 95 et 96 (pilotés par Costanzo Ciano et Andrea Berardinelli) et le Grillo (piloté par le commandant Mario Pellegrini), escortés par cinq destroyers, ont pu s'approcher rapidement du point où le bateau devait entrer dans l'eau. Pellegrini dirige rapidement son embarcation inhabituelle vers la première ligne d'obstructions et réussit à accrocher les obstructions avec les chaînes dont le Grillo était équipé, mais il est immédiatement éclairé par un projecteur ennemi. Peu après, les italiens sont accueillis par des tirs, mais cela ne les empêche pas de franchir le quatrième obstacle. À ce moment-là, le commandant a remarqué qu'un bateau se précipitait vers lui: le temps nécessaire pour surmonter le dernier obstacle n'était pas suffisant, et le bateau ennemi l'aurait sûrement capturé avec son équipage et le bateau; il a donc été décidé de couler le Grillo, mais l'équipage devait d'abord essayer de lancer les deux torpilles dans l'espoir de toucher quelque chose. L'action a échoué parce que Giuseppe Corrias, le soutier à bord, et Pellegrini lui-même, ont oublié d'enlever le dispositif de sécurité des deux appareils.

Le temps presse et avant que l'équipage ne puisse prendre d'autres mesures, une canonnade frappe le bateau, le faisant chavirer et jetant son équipage à la mer.
Les trois membres de l'équipage (les autres étaient le marin Francesco Angelino et le capitaine des torpilles Antonio Milani) ont été faits prisonniers et amenés à la base navale où ils ont été soignés. À la fin de la guerre, ils retourneront tous en Italie.

#### Le naufrage duSzent Istvánet duViribus Unitis
Icône de la loupe mgx2.svg Même sujet en détail : Premuda Enterprise et Pula Enterprise.

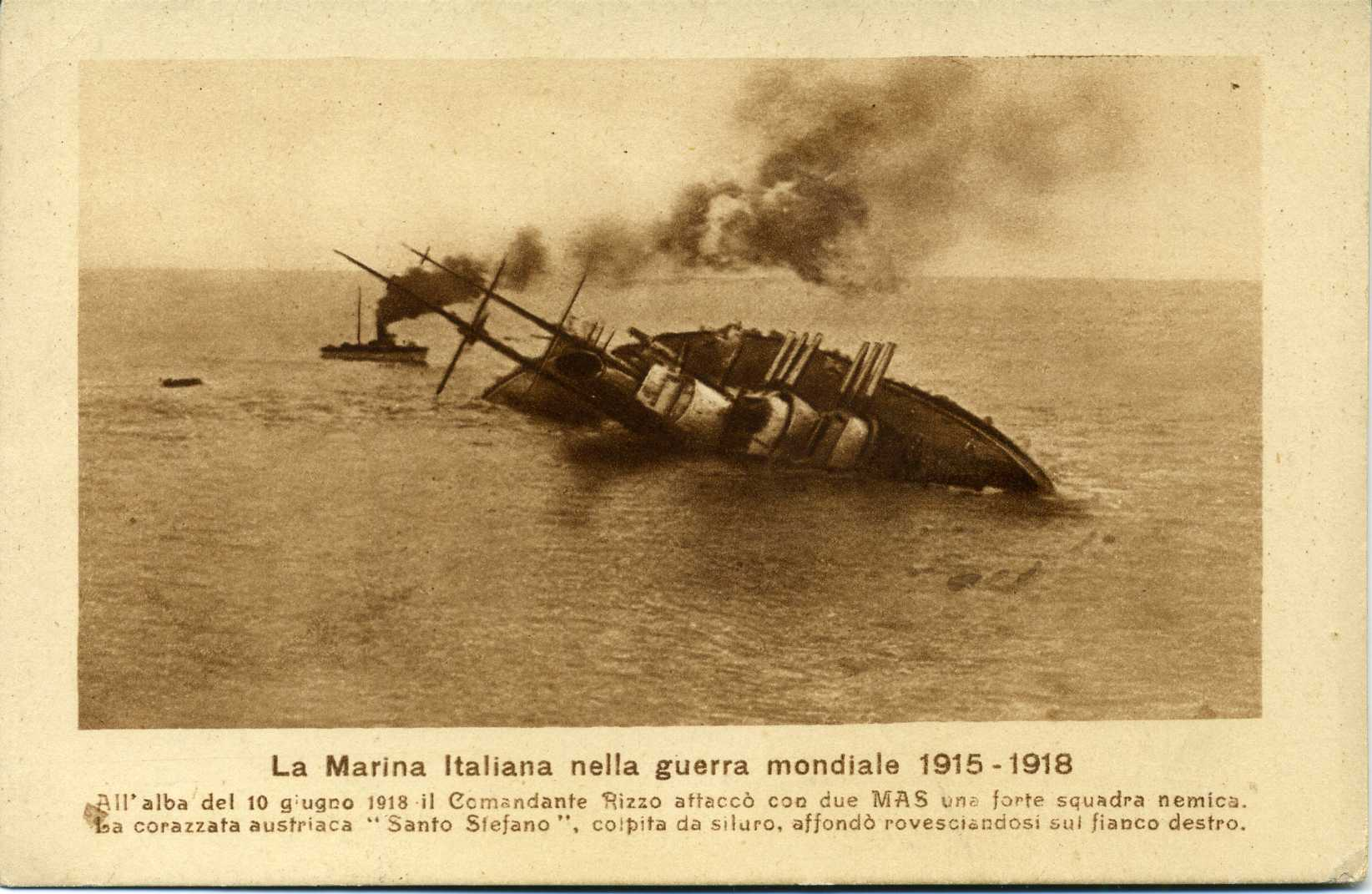
Le Szent István
coule après avoir été torpillé par le MAS du commandant Rizzo

Le 10 juin 1918 - le raid de Premuda a eu lieu où le Lieutenant Luigi Rizzo et l'Enseigne Giuseppe Aonzo à la barre des MAS 15 et 21 ont provoqué le naufrage du cuirassé autrichien SMS Szent István. Cette action est toujours commémorée et célébrée lors de la fête de la Marine.
Le 1er novembre 1918, au cours du raid de Pula, le major Raffaele Rossetti et le lieutenant de médecine Raffaele Paolucci coulent le cuirassé SMS Viribus Unitis avec une "mignatta".

### Missions effectuées pendant la première guerre mondiale
Les tonnes indiquées ci-dessous sont des tonnages, c'est-à-dire des unités de volume (tonneaux), et non de poids.
- Durrës, le 7 juin 1916 : - 2 MAS - Berardinelli, Pagano - coulant le vapeur Lokrum (1 000 t)
- San Giovanni di Medua, 16 juin 1916 : - 2 MAS - Berardinelli, Pagano - incursion dans le port qui s'est soldé par l'absence de navires
- Durrës, 26 juin 1916 : 2 MAS - Berardinelli, Pagano - naufrage du navire à vapeur Sarajevo (1 100 t)
- Canal de Fažana, 2 novembre 1916 : MAS 20 - Goiran - deux torpilles sont lancées, mais elles ne passent pas les filets de protection du navire cible.
- Trieste, Vallée de Muggia, 9-10 décembre 1917 : MAS 9 et 13 - Luigi Rizzo, Andrea Ferrarini - coule le cuirassé SMS Wien (5 600 t)
  - MAS 13 : Ferrarini, Origoni, Volpi, Salvemini, Cassisa, Cabella, Dagnino, Piccirillo, Pessina
  - MAS 9 : Rizzo, Battaglini, Martini, Foggi, Mazzella, Orsi, Poltri, Camini, Sansolini.
- Camouflet de Bakar, février 1918 : MAS 94, 95, 96 - Gabriele D'Annunzio, Costanzo Ciano, Luigi Rizzo - action démonstrative de forçage du port
- Durrës, juin 1918 : 2 MAS - Pagano, Azzi - coulent le navire à vapeur Bregenz (3 900 t)
- Pula, 13-14 mai 1918 : MAS 95 et 96, 1 bateau explosif (barchino saltatore)- Ciano, Berardinelli, Pellegrini - passe quatre des cinq obstructions avec perte du bateau et de son équipage.
- Raid de Premuda, 10 juin 1918 : MAS 15 et 21 - Luigi Rizzo, Giuseppe Aonzo (MAS 21), Armando Gori (MAS 15) - coulent le cuirassé SMS Szent István
- Raid de Pula, 31 octobre-1er novembre 1918 : Raffaele Rossetti, Raffaele Paolucci - force le port à la nage avec une torpille autopropulsée (Torpedine semovente Rossetti) et coule le cuirassé SMS Viribus Unitis (20 000 t) et le navire à vapeur Wien (7 400 t) qui se trouvait à proximité.

A ces missions s'ajoutent d'autres, plus petites, qui ont des objectifs variés comme l'attaque de forces navales, la pose de mines et l'escorte de convois.

### Entre les deux guerres

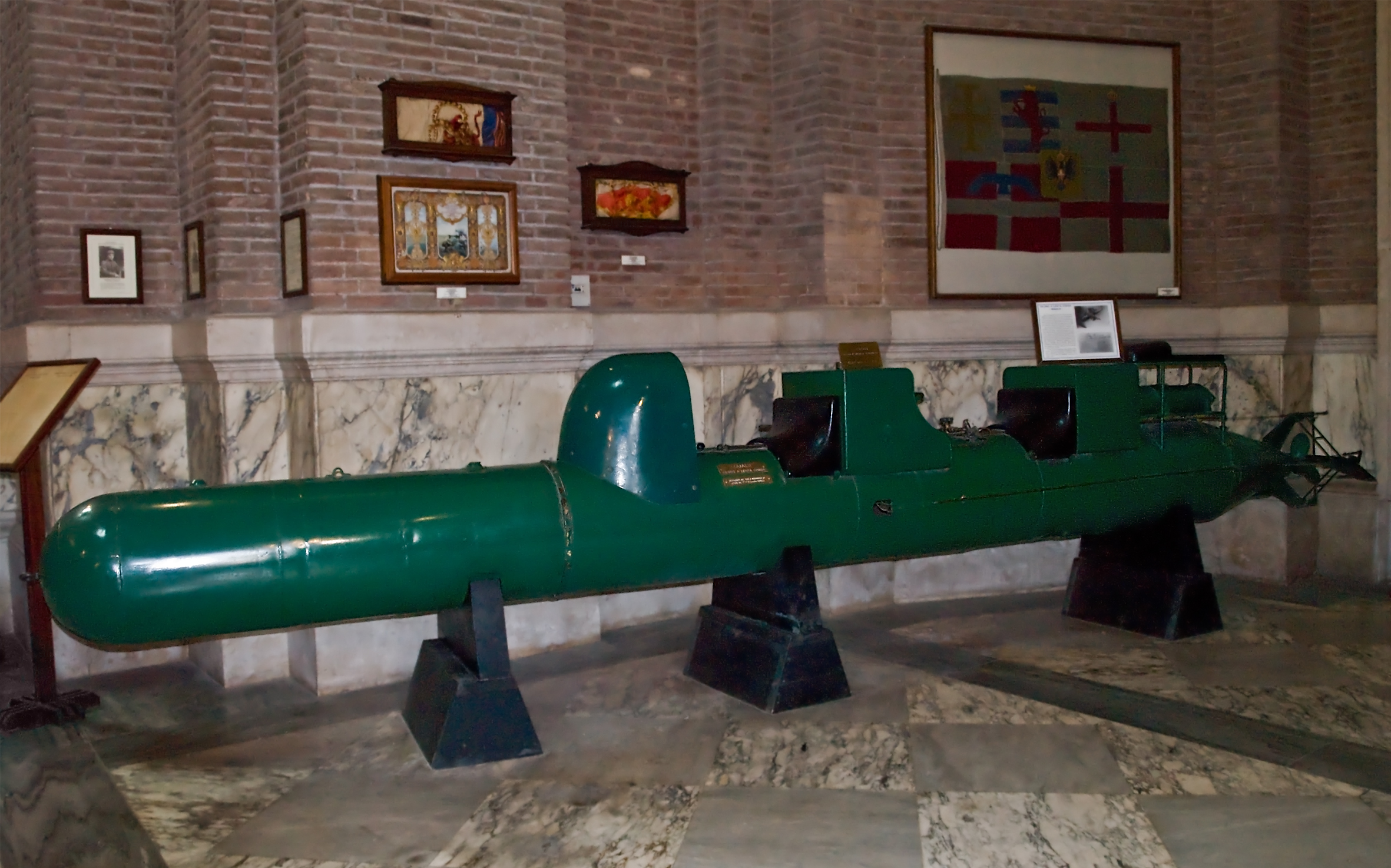
SLC exposé au ""Sacrario delle Bandiere"", Rome.

Dans les années qui ont suivi la fin de la Première Guerre mondiale, la Marine n'a pas consacré beaucoup d'attention aux canots à moteur d'assaut, étant donné la puissance maritime établie de l'Italie et les relations pacifiques existant avec la Grande-Bretagne et la France, ses principaux " adversaires " en Méditerranée. 
Cependant, le début du grand développement des raids sous-marins remonte à 1935, lorsque la guerre d'Éthiopie a bouleversé l'équilibre politique existant jusqu'alors. La Royal Navy, qui était la force navale la plus puissante de l'époque, avait alors une forte présence en Méditerranée et, pour la contrer, fut constituée la 1ª Flottiglia MAS (1re flottille MAS), commandée par le capitaine de frégate (capitano di fregata) Paolo Aloisi et chargée d'organiser les embarcations d'assaut de la Marine, qui débuta vers la fin du mois d'avril 1939 dans un domaine appartenant à la famille Salviati situé près de l'embouchure du fleuve Serchio. 
En outre, en 1936, les premières barques conçues par Aymon de Savoie-Aoste, le futur commandant du "GeneralMAS", dont dépendaient aussi bien la 1re flottille MAS que les torpilleurs à moteur, furent construites.
En outre, deux officiers, Teseo Tesei et Elios Toschi, conçoivent un nouvel engin de raid sous-marin, à commencer par les versions renouvelées du MAS et des torpilles. C'est ainsi que naquit la SLC (Siluro a lenta corsa ou Torpille à déplacement lent): torpilles électriques capables de transporter deux hommes en plus de la tête explosive détachable, qui était fixée par les deux opérateurs à la quille du navire ennemi.
Cet engin est plus connu sous le surnom de maiale (cochon): l'origine du surnom est incertaine et d'un côté il y a la forme maladroite de l'engin, de l'autre le fait qu'ils étaient des engins lents et peu agiles. Les maiale étaient amenés sur le lieu des opérations, généralement à proximité d'un port ennemi, au moyen de sous-marins de transport, modifiés pour accueillir certaines de ces unités sur le pont. Au départ, il n'était pas prévu d'utiliser les conteneurs étanches des bateaux d'assaut, mais seulement de les ancrer au sous-marin lui-même, ce qui signifiait toutefois que le tirant d'eau maximal du sous-marin porteur n'était que de 30 mètres, soit la profondeur opérationnelle maximale testée pour les SLC. Pour surmonter cette limitation, qui rendait entre autres le sous-marin plus facilement visible pour l'ennemi, il a été décidé de monter des caissons étanches de forme cylindrique sur le pont du sous-marin, construits au chantier naval OTO Melara de La Spezia.

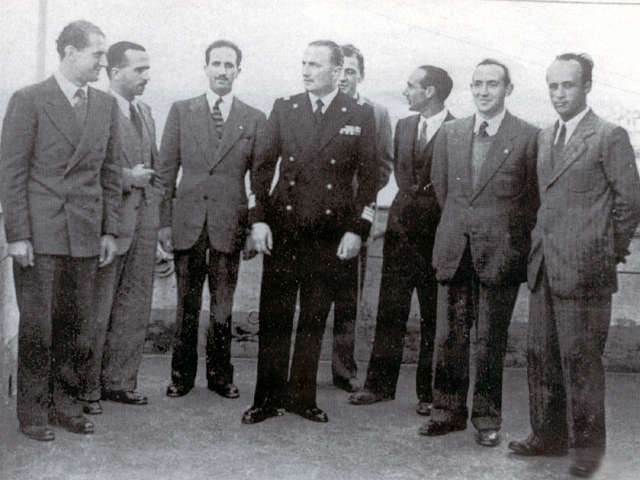
Les membres de la 1ª Flottiglia MAS en 1939. Parmi eux, le commandant comandante Aloisi, Luigi Durand de la Penne, Teseo Tesei, Bruno Falcomatà et Gino Birindelli

Outre le MAS et le SLC, des MTM (Motoscafi da Turismo Modificati) ont également été développés : des bateaux explosifs. Les recherches ont été interrompues avec la fin de la guerre d'Éthiopie, pour ne reprendront qu'à la fin de 1938. Ce n'est qu'à la veille du déclenchement de la Seconde Guerre mondiale que la Marine décide de reprendre les études sur l'utilisation opérationnelle du cochon et des barques.
Le 28 octobre 1938, le bureau de la planification et des opérations de la marine propose la formation de la " 1re flottille MAS ", basée à La Spezia. L'unité a été constituée le 23 avril 1939 avec pour commandant le capitaine de frégate (capitano di fregata) Paolo Aloisi.

### La deuxième guerre mondiale
Au début de la Seconde Guerre mondiale, trois flottilles avaient déjà été formées, la Iª Flottiglia MAS, la IIª Flottiglia MAS et la IIIª Flottiglia MAS, ainsi que plusieurs escadrons, dont certains étaient autonomes.

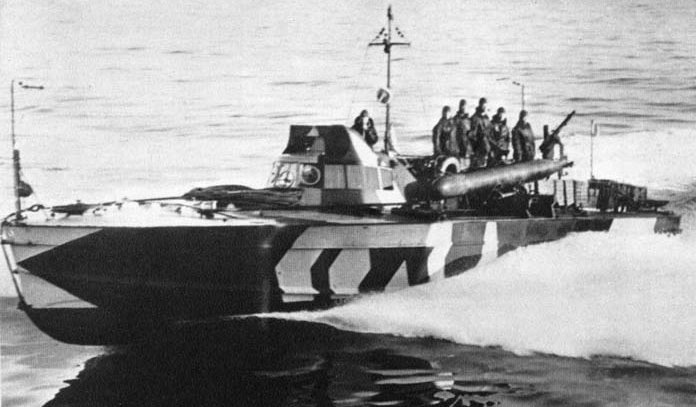
Un MAS 500 pendant la guerre

La 1re Flottille se voit également confier la spécialité des "hommes d'assaut", des plongeurs qui peuvent nager sous les navires ennemis pour y placer des explosifs. Les moyens utilisés pour transporter ces ogives explosives, pesant environ 300 kg, étaient des torpilles modifiées, les torpilles à course lente (siluro a lenta corsa). En 1941, la 1re flottille est nommée 10e flottille MAS (Xe Flottiglia MAS), sur la suggestion du capitaine de frégate Vittorio Moccagatta.
Jusqu'en février 1942, les bateaux d'assaut dépendent directement de l’État-major de la Marine, à partir de cette date, ils passent à l'Inspection générale des flottilles MAS nouvellement créée, avec le régiment "San Marco". L'amiral Aymon de Savoie-Aoste, duc d'Aoste, est appelé à diriger le "Generalmas".
En 1942, la IVª Flottiglia MAS est formée pour participer aux opérations navales sur le théâtre de la mer Noire. Toujours en 1942, le XIIe escadron MAS est transféré par voie terrestre pour prendre part aux opérations de guerre sur le lac Ladoga contre la Russie. Parmi les événements notables de la période 1941-1943, on peut citer: le torpillage du croiseur léger britannique HMS Capetown (D88); l'attaque manquée du port de Malte en janvier 1941, avec la perte de deux torpilleurs à moteur en soutien à la mission; le déploiement en mer Noire contre la flotte soviétique (Voyenno-morskoy flot SSSR), avec quelques sous-marins russes coulés; la bataille de la mi-août, au cours de laquelle le MAS a contribué à infliger des pertes de quelques navires marchands aux Britanniques.
En avril 1943, le nombre de flottilles MAS de la Regia Marina était passé à six.

#### Après le 8 septembre
Après le 8 septembre 1943 (Armistice de Cassibile), les différentes escadrons MAS de la Regia Marina ont formé le Xª MAS de la République sociale italienne, d'autres le Mariassalto de la Marine co-belligérante italienne (Marina Cobelligerante Italiana).

## Organisation
- Flottiglia MAS

La flottille (commandée par un chef de flottille, généralement embarqué sur une unité extérieure aux escadrons) était un regroupement de 2 escadrons ou plus.
- -  Squadriglia MAS

L'escadron était formé de 2 à 4 MAS.

## La marine en 1940
Au début de la Seconde Guerre mondiale, le 10 juin 1940, ils étaient en service :

### Iª Flottiglia MAS

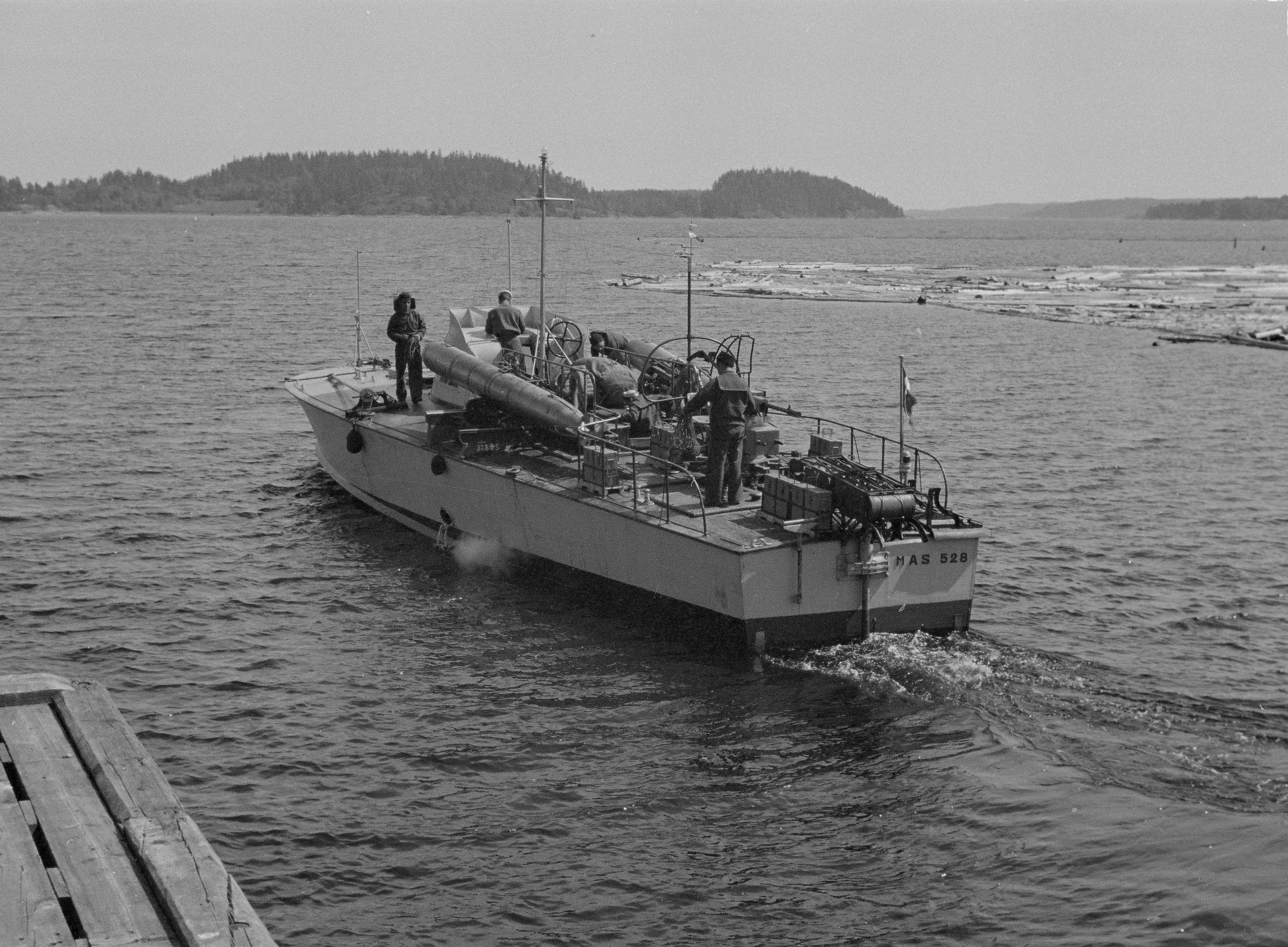
Le MAS 528 de la Xe

Fondée en 1939, la I Flottiglia MAS (1re flottille MAS) est rebaptisée  Xª MAS (10e MAS) le 15 mars 1941.
- Département militaire maritime "Alto Tirreno" (Base: La Spezia)

I Squadriglia 
- MAS 438
- MAS 439
- MAS 440
- MAS 441

V Squadriglia 
- MAS 505
- MAS 507
- MAS 510
- MAS 525

XII Squadriglia 
- MAS 526
- MAS 527
- MAS 528
- MAS 529

XIII Squadriglia 
- MAS 534
- MAS 535
- MAS 538
- MAS 539

XIV Squadriglia 
- MAS 530
- MAS 531
- MAS 532
- MAS 533

### IIª Flottiglia MAS
- Commandement maritime militaire "Sicilia" (Base: Messine)

II Squadriglia  (base Trapani)
- MAS 424
- MAS 509
- MAS 543
- MAS 544

IX Squadriglia 
- MAS 512
- MAS 513
- MAS 514
- MAS 515

X Squadriglia 
- MAS 516
- MAS 517
- MAS 518
- MAS 519

XV Squadriglia 
- MAS 547
- MAS 548
- MAS 549
- MAS 550

### III Flottiglia MAS
- Commandement naval de la mer Égée (Sede Rodi)

VII Squadriglia 
XVI Squadriglia 
XXII Squadriglia 

### Autres escadrons

#### II Squadriglia MAS
- Commandement maritime militaire autonome "Alto Adriatico" (Base: Venise)
  - MAS 423
  - MAS 426
  - MAS 432
  - MAS 437

#### III Squadriglia MAS
- Département militaire maritime "Ionio e Basso Adriatico" (Base: Tarente)
  - MAS 540
  - MAS 541

#### IV Squadriglia MAS
- Département militaire maritime "Basso Tirreno" (Base: Naples)
  - MAS 501
  - MAS 502
  - MAS 503
  - MAS 504

#### XXI Squadriglia MAS
- Commandement naval de l'Afrique orientale italienne (Base: Massaoua)
  - MAS 205
  - MAS 206
  - MAS 210
  - MAS 213
  - MAS 216

#### XX Squadriglia MAS
- Commandement maritime militaire "Sicilia" (base Pantelleria)
  - MAS 552
  - MAS 554,
  - MAS 557,
  - MAS 564,

#### XVIII Squadriglia MAS
- Commandement maritime militaire "Sicilia" (base Trapani)
  - MAS 533,
  - MAS 553,
  - MAS 556,
  - MAS 560
  - MAS 562

### La marine en 1943
Le 8 septembre 1943, ils étaient en service:
- La Spezia (10ème Flottille MAS)
- Basse mer Tyrrhénienne (2e flottille MAS)
- Mer Égée (3e Flottille MAS)
- Mer Ionienne (4ème Flottille MAS)
- Sardaigne (5ème Flottille MAS)
- Grèce (6e flottille MAS)
- Dalmatie (7e escadron autonome MAS)
- Provence (23e escadron autonome MAS)
- Pola (Flottille de formation MAS)